# Dolní Javoří
Dolní Javoří (německy Nieder Jaworsch, zastarale Dolní Javořice) je malá vesnice, část města Lázně Bělohrad v okrese Jičín. Nachází se asi 3,5 km na sever od Lázní Bělohrad. V roce 2009 zde bylo evidováno 30 adres. V roce 2001 zde trvale žilo 14 obyvatel.
Dolní Javoří je také název katastrálního území o rozloze 1,27 km2.

## Osobnosti
- Josef Jan Leder (1719–1778), sochař a řezbář
- Antonín Šeps (1835–1872), katolický kněz a náboženský spisovatel

## Pamětihodnosti
- Vodní mlýn č.p. 17
- Přírodní památka Údolí Javorky

### Další stavby
- Javorský mlýn č.p. 5

## Galerie

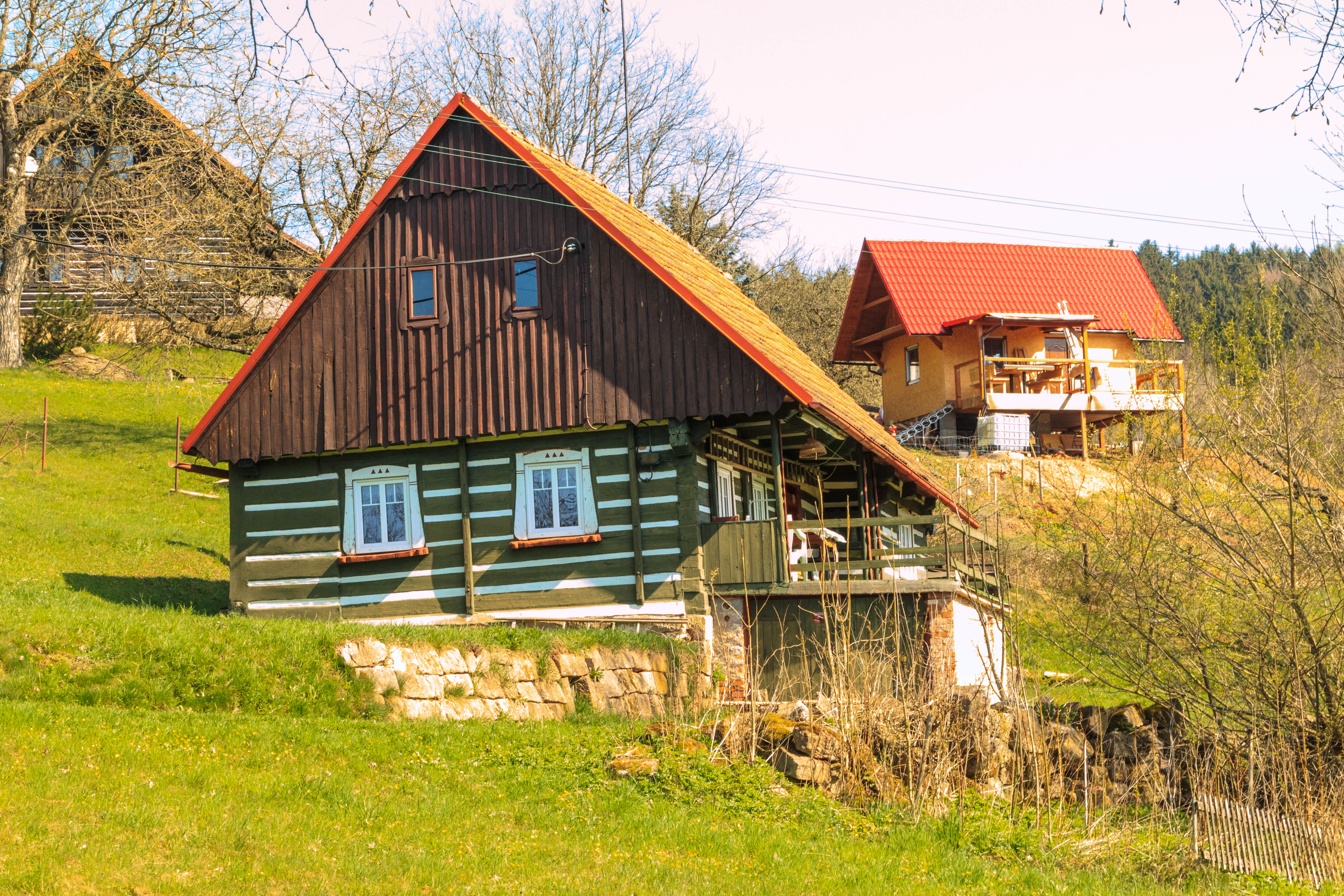
Dolní Javoří - dům čp. 14
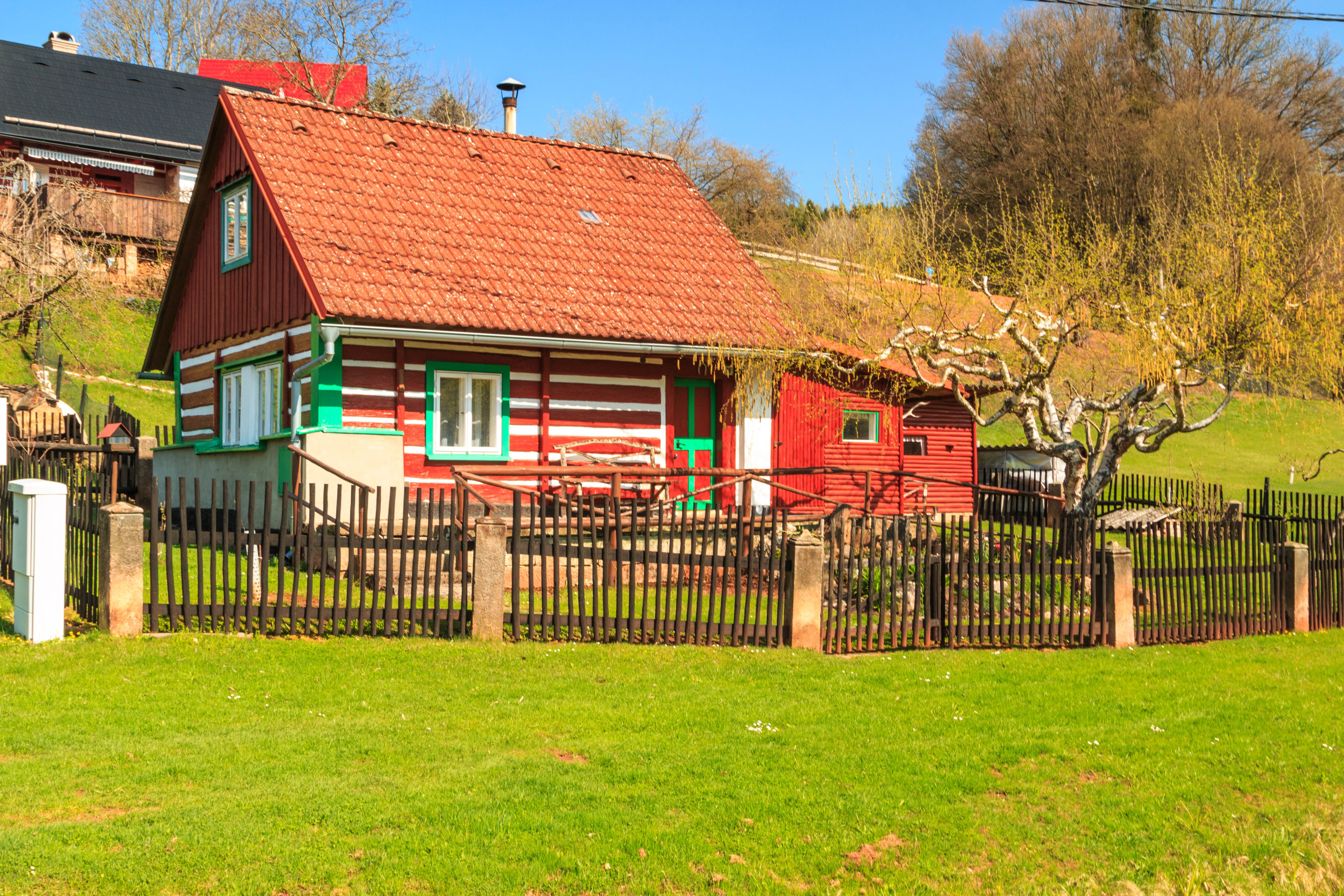
Dolní Javoří - dům čp. 19
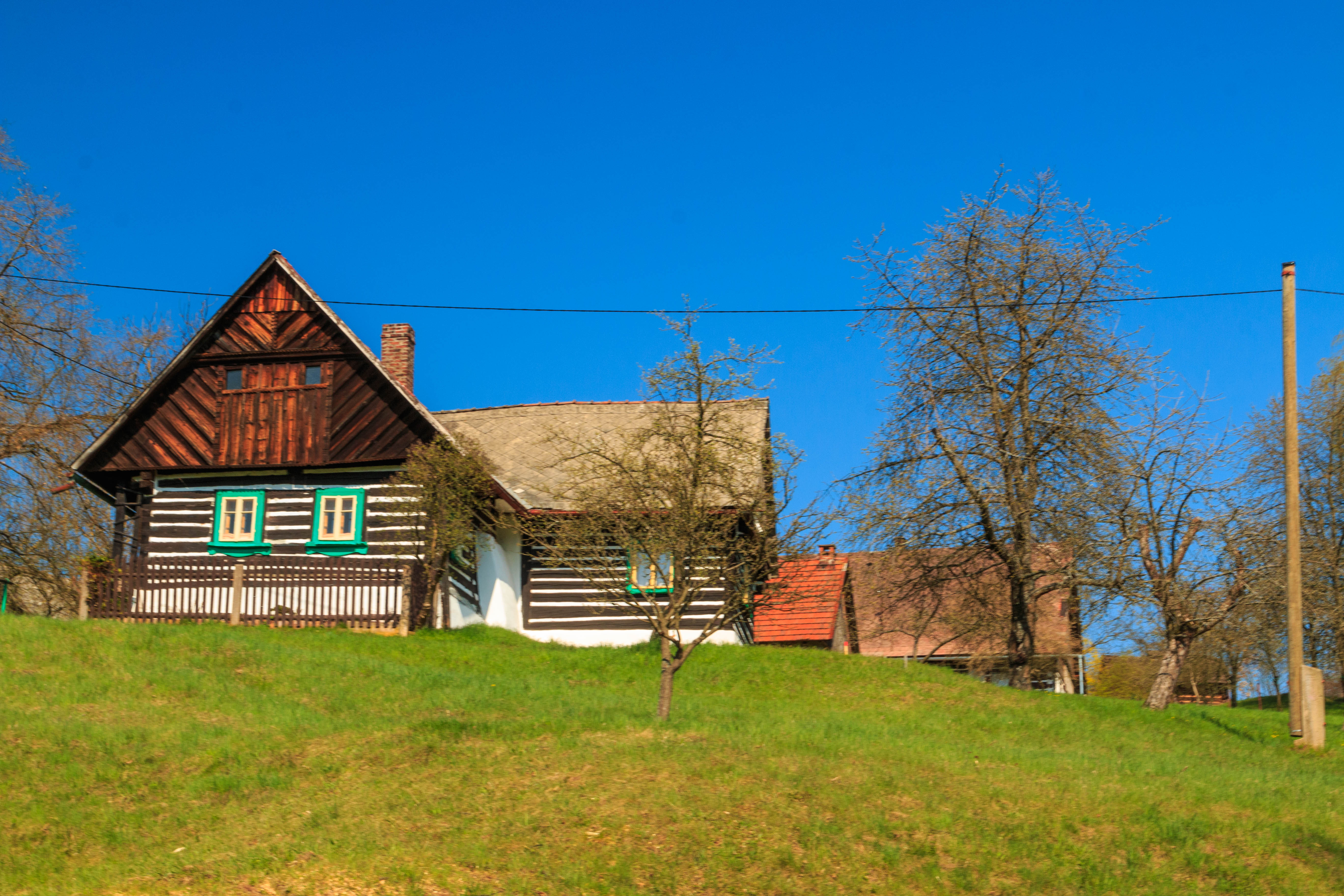
Dolní Javoří - dům čp. 8
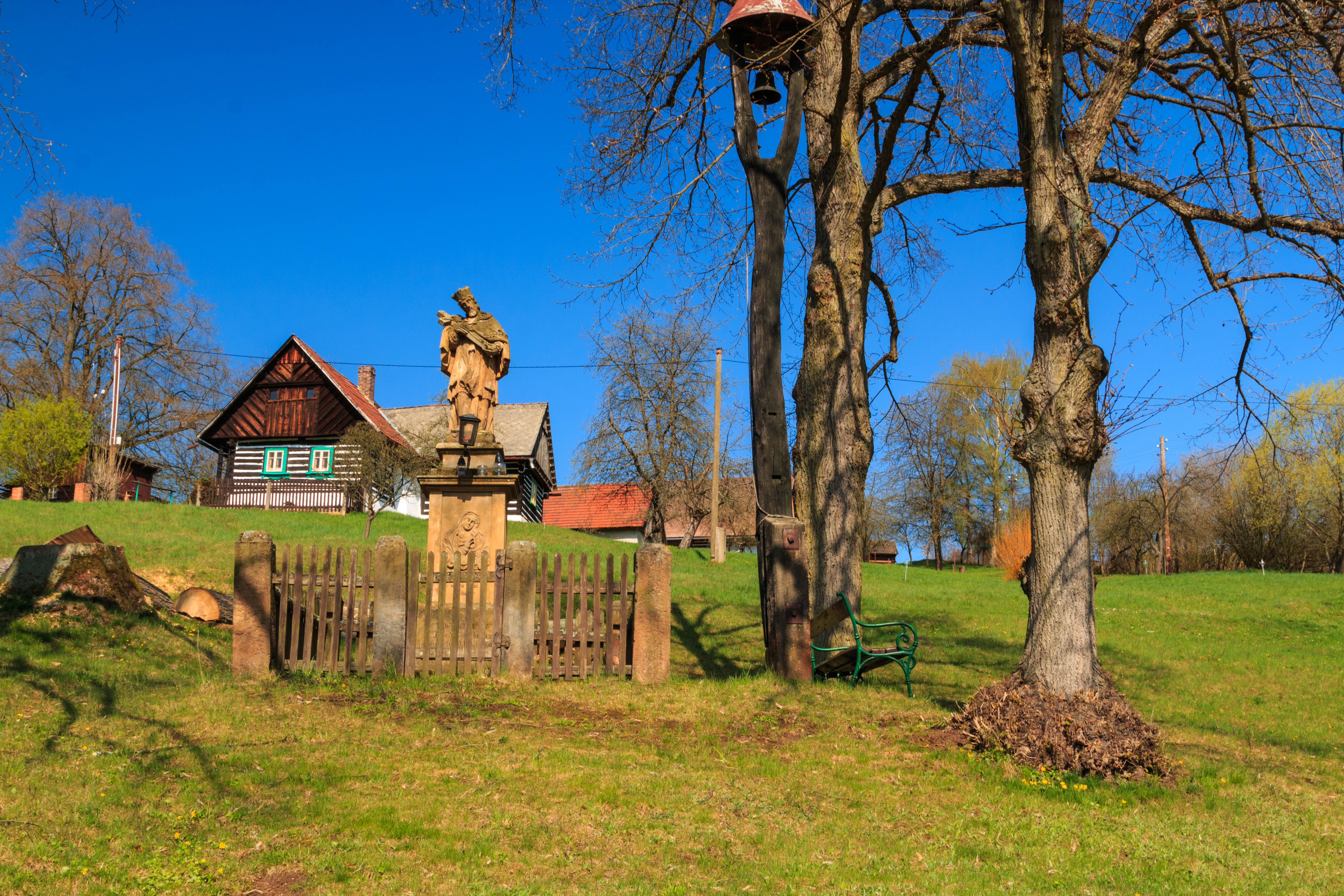
Dolní Javoří - svatý Jan Nepomucký